# Cynthia Erivo
Cynthia Erivo, née le 8 janvier 1987 à Stockwell, est une actrice et chanteuse britannique.
Considérée comme un des nouveaux visages de la soul aux États-Unis avec des personnalités comme Andra Day et Jennifer Hudson, elle fait ses débuts dans le West End dans l'adaptation en comédie musicale des Parapluies de Cherbourg, elle reçoit une reconnaissance publique pour son rôle dans The Color Purple à Broadway de 2015 à 2017, pour lequel elle reçoit le Tony Award de la meilleure actrice dans une comédie musicale et le Grammy Award du meilleur album de comédie musicale.
Comme comédienne, elle est remarquée à la télévision grâce à son apparition dans la quatrième saison de la série britannique Mr Selfridge avant d'apparaître en 2018 dans les films Les Veuves et Sale temps à l'hôtel El Royale. Elle est révélée dans les films à succès  Harriet, ainsi que les films musicaux Wicked et sa suite, prévue pour 2025. Pour lesquelles elle obtient deux nominations à l'Oscar de la meilleure actrice. Elle est l'une des rares artistes à avoir reçu au moins une nomination pour un Emmy, un Grammy, un Oscar et un Tony.

## Jeunesse et éducation
Cynthia Chinasaokwu Onyedinmanasu Amarachukwu Owezuke Echimino Erivo naît le 8 janvier 1987 à Stockwell, une localité de Londres, en Angleterre, de parents nigérians,,. Sa mère, Edith, n'a que quinze ans quand éclate la Guerre du Biafra : « Elle n'est pas forcément réfugiée, mais sa maison a été ravagée et elle a dû fuir pour sa sécurité. » Ses parents arrivent au Royaume-Uni dans leur vingtaine et se séparent quand Cynthia Erivo est jeune ; elle grandit alors, avec sa sœur cadette, Stephanie, par leur mère, qui devient infirmière,. À l'âge de seize ans, Cynthia Erivo est déshéritée par son père, qui coupe tout contact avec elle. Elle nomme sa société de production Edith's Daughter en hommage à sa mère.
Elle étudie à l'école catholique pour filles de La Retraite à Clapham Park, puis commence une licence en psychologie de la musique à l'Université de Londres-Est en 2004, avant d'être transférée à la Royal Academy of Dramatic Art un an plus tard,,,. Elle obtient sa licence de théâtre en 2010.

## Carrière

### Débuts au théâtre (2011-2014)
Cynthia Erivo commence sa carrière au théâtre dans la pièce Marine Parade de Simon Stephens au Brighton Festival, avant de jouer dans sa première comédie musicale, l'adaptation de I Was Looking at the Ceiling and Then I Saw the Sky de John Adams et June Jordan au Statford East,.
En 2013, elle joue le rôle de Celie Harris dans la production de The Color Purple de la Menier Chocolate Factory, rôle joué par Whoopi Goldberg dans le film de 1985. Cynthia Erivo incarne également un autre rôle de Whoopi Goldberg sur scène, celui de Sœur Mary Clarence dans la comédie musicale Sister Act. Elle apparaît également sur la bande originale du film Beyond the Lights, où elle co-écrit et interprète le titre Fly Before You Fall.
À la télévision, elle apparaît dans les séries télévisées Tunnel et Chewing Gum.

### La Couleur pourpreet débuts au cinéma (2015-2019)
Cynthia Erivo fait ses débuts à Broadway en reprenant son rôle dans la production de The Color Purple de la Menier Chocolate Factory, aux côtés de Jennifer Hudson et Danielle Brooks,. Sa performance est acclamée par la critique : « L'interprétation modérée et émouvante de Celie par Ms. Erivo (…) amène le genre d'éloges qui change la carrière d'un artiste. » Elle gagne des distinctions avec ce rôle, notamment le Tony Award de la meilleure actrice dans une comédie musicale.
Le 12 septembre 2016, elle apparaît aux côtés de Joshua Henry dans un concert de bienfaisance de The Last Five Years de Jason Robert Brown. En février 2017, lors de la 59e cérémonie des Grammy Awards, elle interprète God Only Knows avec John Legend. En mars 2017, Cynthia Erivo, avec le reste de la distribution de La Couleur propre, reçoit une nomination et une victoire aux Daytime Emmy Awards pour leur performance au Today Show de la NBC.
Elle fait ses débuts au cinéma en 2018 dans le thriller néo-noir Sale temps à l'hôtel El Royale, dans lequel sa performance est décrite comme « révélatrice dans le meilleur sens du terme »,. La même année, elle apparaît dans Les Veuves de Steve McQueen,. L'année suivante, elle tient le rôle de l'abolitionniste américaine Harriet Tubman dans le film Harriet, pour lequel elle obtient une nomination au Golden Globe de la meilleure actrice dans un film dramatique, au Golden Globe de la meilleure chanson originale, à l'Oscar de la meilleure actrice et à l'Oscar de la meilleure chanson originale,,,.

### Révélation (depuis 2020)
En 2020, Cynthia Erivo joue dans la mini-série de HBO The Outsider, adaptation de L'Outsider de Stephen King,. La même année, elle crée sa société de production Edith's Daughter,. L'année suivante, elle apparaît dans le film de science-fiction Chaos Walking et interprète Aretha Franklin dans la troisième saison de la série d'anthologie Genius,. Elle sort deux chansons, The Good et Glowing Up, afin de promouvoir Ch. 1 Vs. 1, son premier album studio, qui sort le 7 septembre 2021. Le même mois, elle fait partie du jury de la Mostra de Venise 2021, présidé par Bong Joon-ho, aux côtés de Saverio Costanzo, Virginie Efira, Sarah Gadon, Alexander Nanau et Chloé Zhao.
Le 17 juillet 2022, elle donne un concert unique dans le cadre des Proms de la BBC. Elle y interprète des titres de comédies musicales, de soul mais aussi ses propres compositions avec le BBC Concert Orchestra,. Elle chante ensuite un medley de Stephen Sondheim lors du In memoriam de la 64e cérémonie des Grammy Awards, aux côtés de Rachel Zegler, Leslie Odom Jr. et Ben Platt. La même année, elle interprète la Fée bleue dans le remake en prise de vues réelles de Pinocchio de Walt Disney Pictures, réalisé par Robert Zemeckis. Malgré les critiques négatives du film, sa performance est remarquée.
En 2023, elle apparaît dans le thriller de Netflix Luther : Soleil déchu, dérivé de la série télévisée Luther. La même année, elle incarne une réfugiée dans le film L'Échappée, qu'elle produit également, rôle pour lequel elle dit s'être inspiré de la vie de sa mère,. L'année suivante, elle interprète Petra dans la production de A Little Night Music par le Lincoln Center au David Geffen Hall. Elle rend hommage à Dionne Warwick au Kennedy Center Honors.
En 2024, elle incarne Elphaba dans le film Wicked, première partie de l'adaptation cinématographique de la comédie musicale éponyme, aux côtés d'Ariana Grande,.
Elle est également créditée sur la bande originale du film, dans laquelle elle interprète sept chansons, ce qui lui permet d'obtenir son premier classement dans le Billboard 200 et son premier Top 10 au Royaume-Uni avec son interprétation de Defying Gravity,,. Sa performance est acclamée par la critique et lui offre une nomination au Golden Globe de la meilleure actrice dans un film musical ou une comédie,.

## Vie privée
Cynthia Erivo est catholique. Elle s'identifie comme queer et bisexuelle,. Elle est en couple avec l'actrice et productrice Lena Waithe depuis 2020,.
En 2024, elle est nommée vice-présidente de la Royal Academy of Dramatic Art.

## Filmographie

### Cinéma
- 2018 : Sale temps à l'hôtel El Royale (Bad Times at the El Royale) de Drew Goddard : Darlene Sweet
- 2018 : Les Veuves (Widows) de Steve McQueen : Belle
- 2019 : Harriet de Kasi Lemmons : Harriet Tubman / Minty
- 2021 : Chaos Walking de Doug Liman : Hildy
- 2021 : Needle in a Timestack de John Ridley : Janine Mikkelsen
- 2022 : Pinocchio de Robert Zemeckis : la Fée bleue
- 2023 : Luther : Soleil déchu (Luther: The Fallen Sun) de Jamie Payne : Odette Raine
- 2023 : L'Échappée d'Anthony Chen : Jacqueline
- 2024 : Wicked de Jon Chu : Elphaba / la Méchante sorcière de l'Ouest

Prochainement
- 2025 : Wicked : Partie 2 (Wicked: For Good) de Jon Chu : Elphaba / la Méchante sorcière de l'Ouest

### Télévision
- 2015 : Chewing Gum : Magdalene (saison 1, épisode 6)
- 2016 : Mr Selfridge : Alberta Hunter (saison 4, épisodes 1 et 2)
- 2016 : Tunnel : Mel (saison 2, épisode 3)
- 2017 : Broad City : Lisa (saison 4, épisode 9)
- 2019 : Broad City : Lisa (saison 5, épisode 4)
- 2020 : The Outsider : Holly Gibney
- 2020 : Genius : Aretha Franklin (saison 3)
- 2020 : James and the Giant Peach with Taika and Friends : Ladybird (saison 1, épisode 7)
- 2020 : American Idol (invitée, épisode 316)
- 2021 : RuPaul's Drag Race (juge invitée, saison 13, épisode 13)
- 2022 : Roar : Ambia (saison 1, épisode 4)
- 2025 : Poker Face : les soeurs Kazinsky : Dee Dee, Amber, Cece, Bebe, et Felicity Price (saison 2)

### Podcast
- 2019 : Anthem : Homunculus, trois épisodes : Joan (voix)
- 2019 : Carrier, six épisodes : Raylene Watts (voix)
- 2019 : The Two Princes, cinq épisodes : Reine Malkia des Midlands (voix)
- 2020 : Hank the Cowdog, trois épisodes : Madame Moonshine (voix)
- 2022 : Kyo, deux épisodes : Docteur Henry (voix)
- 2024 : George Orwell's 1984 : Julia

## Théâtre
- 2010 : Marine Parade
- 2010 : I Was Looking at the Ceiling and Then I Saw the Sky : Leila
- 2011 : Les Parapluies de Cherbourg : Madeleine
- 2011–2012 : Sister Act : Deloris Van Cartier / Sœur Mary Clarence
- 2013 : Lift : Une lap-danseuse
- 2013 : La Couleur pourpre : Celie Harris Johnson
- 2014 : I Can't Sing! The X Factor Musical : Chenice
- 2014 : Dessa Rose : Dessa Rose
- 2014–2015 : Henry IV : Le comte de Douglas
- 2015 : How to Succeed in Business Without Really Trying : Rosemary Pilkington
- 2015 : Le Songe d'une nuit d'été : Puck
- 2015–2017 : La Couleur pourpre : Celie Harris Johnson
- 2016 : The Last Five Years : Cathy
- 2024 : A Little Night Music : Petr

## Voix
- 2018 : Baby Boss : Les affaires reprennent (The Boss Baby: Back in Business) : le bébé PDG à col roulé (saison 2, épisode 1)
- 2022 : Fraggle Rock : l'aventure continue (Fraggle Rock : Back to the Rock), un épisode : l'archiviste (saison 1, épisode 4)
- 2023 : Star Wars Visions : Kratu (saison 2, épisode 9)
- 2023 : HouseBroken : Ferris (saison 2, épisode 8)
- 2023 : Strange Planet : Dreamer (saison 1, épisode 6)
- 2024 : Moon Girl et Devil le Dinosaure : Dreamer (saison 2, épisode 7)

## Discographie

### Albums solos
- 2020 : Ch.1 V. 1

### Collaboration
- 2015 : Cynthia Erivo & Oliver Tompsett Sing Scott Alan

### Bandes- originales
- 2020 : Harriet
- 2022 : Pinocchio (édité par Walt Disney Records, en collaboration avec Tom Hanks, Luke Evans, Keegan-Michael Key, Joseph Gordon-Levitt. Interprétation du titre When you Wish Upon a Star).
- 2024 : Wicked (édité par Universal Music Group, en collaboration avec Ariana Grande, Jonathan Bailey, Jeff Goldblum, Michelle Yeoh, Peter Dinklage, Ethan Slater et Bowen Yang. Interprétations des titres The Wizard and Me, Defying Gravity, One Short Day, et I'm not that Girl).
- 2025 : Wicked: For Good (édité par Universal Music Group, en collaboration avec Ariana Grande, Jonathan Bailey, Jeff Goldblum, Michelle Yeoh, Peter Dinklage, Ethan Slater et Bowen Yang

## Distinctions

### Récompenses
- Tony Awards 2016 : Meilleure actrice dans une comédie musicale pour La Couleur pourpre
- Daytime Emmy Awards 2017 : Meilleure performance musicale pour un programme télévisée pour La Couleur pourpre
- Grammy Awards 2017 : Meilleur album de comédie musicale pour La Couleur pourpre

### Nominations
- British Academy Film and Television Arts Awards 2019 : Rising Star Award
- Oscars du cinéma 2019 :
  - Meilleure actrice pour Harriet
  - Meilleure chanson originale pour Stand Up
- Golden Globes 2020 :
  - Meilleure actrice dans un film dramatique pour Harriet
  - Meilleure chanson originale pour Stand Up
- Grammy Awards 2020 : Meilleure chanson pour un média visuel pour Stand Up
- Screen Actors Guild Awards 2020 : Meilleure actrice pour Harriet
- Primetime Emmy Awards 2021 : Meilleure actrice dans une mini-série ou un téléfilm pour Genius: Aretha
- Golden Globes 2022 : Meilleure actrice dans une mini-série ou un téléfilm pour Genius: Aretha
- Screen Actors Guild Awards 2022 : Meilleure actrice dans une mini-série ou un téléfilm pour Genius: Aretha
- Tony Awards 2023 : Meilleure pièce pour Fat Ham
- Golden Globes 2025 : Meilleure actrice dans un film musical ou une comédie pour Wicked
- Oscars du cinéma 2025 : Meilleure actrice pour Wicked